# 구로디지털단지역
구로디지털단지(원광디지털대)역(Guro Digital Complex(Wonkwang Digitaldae)Station, 九老디지털團地(圓光디지털大)驛)은 서울특별시 구로구 도림천로에 있는 서울 지하철 2호선의 지하철역이다.
개통 당시 역 인근에 구로공단이 있어 처음 역명은 구로공단역(九老工團驛)이었으나, 2000년대 들어 구로공단의 구조가 첨단산업 및 벤처기업 위주로 바뀌어 공업단지로서의 기능이 사실상 소멸됨에 따라 2004년 10월 1일에 구로디지털단지(원광디지털대)역으로 역명이 변경됐다. 역 인근에 구로디지털단지가 있다. 2026년 12월 신안산선이 개통하면 환승역이 될 예정이다.
역은 입지상 구로구와 영등포구, 동작구, 관악구가 맞물리는 거점에 위치하고 있어, 2009년 서울시내에서 버스 이용객이 가장 많은 정류장으로 구로디지털단지역 정류장이 선정되기도 했다.

## 역사
- 1983년 6월 30일: 구로공단역(九老工團驛)으로 역명 결정[3]
- 1984년 5월 22일: 서울 지하철 2호선 을지로입구(하나은행)~서울대입구(관악구청) 구간 개통과 함께 영업 개시
- 2004년 10월 1일: 역명을 구로디지털단지(원광디지털대)역으로 변경

## 역 구조
2면 2선의 곡선 상대식 승강장이 있는 지상역이며, 승강장에 스크린도어가 설치돼 있다. 출구는 6개다.

### 승강장
| 신대방 ↑ |
| \| 외    |
| ↓ 대림   |

| 내선순환 | ● 서울 지하철 2호선 | 신도림 · 영등포구청 · 홍대입구(Sh수협은행)·시청 방면                  |
| 외선순환 | ● 서울 지하철 2호선 | 신림(타임스트림)·사당(영풍문고)·교대(법원·검찰청)·잠실(송파구청) 방면 |

## 역 주변
- 구로디지털단지역환승센터(중앙차로쪽으로 임시 이전)
- 힐스테이트 관악 뉴포레
- 관악동작견인차량보관소
- 구로3동주민센터
- 금천세무서
- 구로디지털단지
- 대림시장
- 대림우체국
- 서울구로디지털단지우체국
- 대한광업진흥공단
- 서울조원초등학교
- 신대방1동주민센터
- 연희실업고등학교
- 서울영림초등학교
- 원음방송
- 이마트 구로점
- 조원도서관 (관악구립)
- 조원동주민센터
- KT 구로지사
- 한국산업단지공단
- 롯데리아 구로디지털역점
- BYC 본사
- 원광디지털대학교 서울캠퍼스
- 한국장애인고용공단 구로디지털훈련센터
- 현대건설 기술교육원
- 깔깔거리
- 구로소방서 공단119안전센터
- 한국 위키미디어 협회

## 이용객 변동
| 노선  | 노선   | 일평균 인원수 (명/일) | 일평균 인원수 (명/일) | 일평균 인원수 (명/일) | 일평균 인원수 (명/일) | 일평균 인원수 (명/일) | 일평균 인원수 (명/일) | 일평균 인원수 (명/일) | 일평균 인원수 (명/일) | 일평균 인원수 (명/일) | 일평균 인원수 (명/일) | 각주  |
| 노선  | 노선   | 2000년                | 2001년                | 2002년                | 2003년                | 2004년                | 2005년                | 2006년                | 2007년                | 2008년                | 2009년                | 각주  |
| ----- | ------ | --------------------- | --------------------- | --------------------- | --------------------- | --------------------- | --------------------- | --------------------- | --------------------- | --------------------- | --------------------- | ----- |
| 2호선 | 승차   | 43,405                | 41,894                | 41,859                | 42,001                | 43,789                | 45,202                | 49,164                | 52,871                | 55,633                | 56,632                | [ 4 ] |
| 2호선 | 하차   | 43,835                | 42,613                | 43,037                | 43,552                | 45,385                | 47,663                | 50,673                | 53,808                | 56,411                | 57,565                | [ 4 ] |
| 2호선 | 승하차 | 87,240                | 84,507                | 84,897                | 85,552                | 89,174                | 92,866                | 99,837                | 106,679               | 112,045               | 114,197               | [ 4 ] |
| 노선  | 노선   | 2010년                | 2011년                | 2012년                | 2013년                | 2014년                | 2015년                | 2016년                | 2017년                | 2018년                | 2019년                | [ 4 ] |
| 2호선 | 승차   | 58,458                | 60,886                | 62,122                | 62,884                | 63,950                | 63,762                | 63,355                | 62,463                | 62,277                |                       | [ 4 ] |
| 2호선 | 하차   | 59,172                | 61,313                | 62,300                | 62,920                | 64,286                | 64,062                | 63,559                | 62,514                | 62,103                |                       | [ 4 ] |
| 2호선 | 승하차 | 117,630               | 122,199               | 124,422               | 125,805               | 128,236               | 127,824               | 126,914               | 124,977               | 124,380               |                       | [ 4 ] |

## 사진

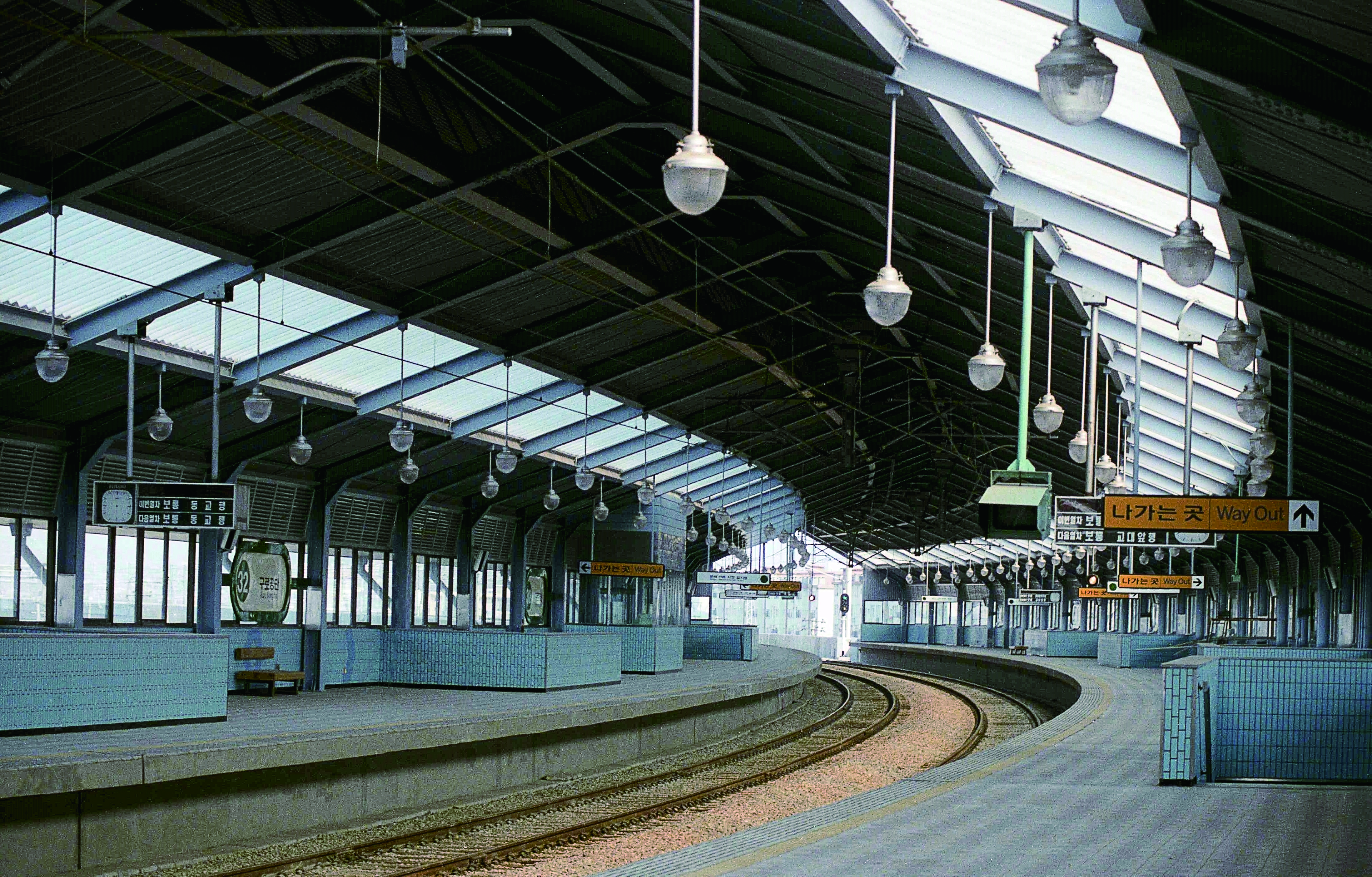
개통 당시의 모습 (1984년 5월, 멀리 행선판에는 동교행이라 적혀있는데, 현재의 홍대입구역이다.)
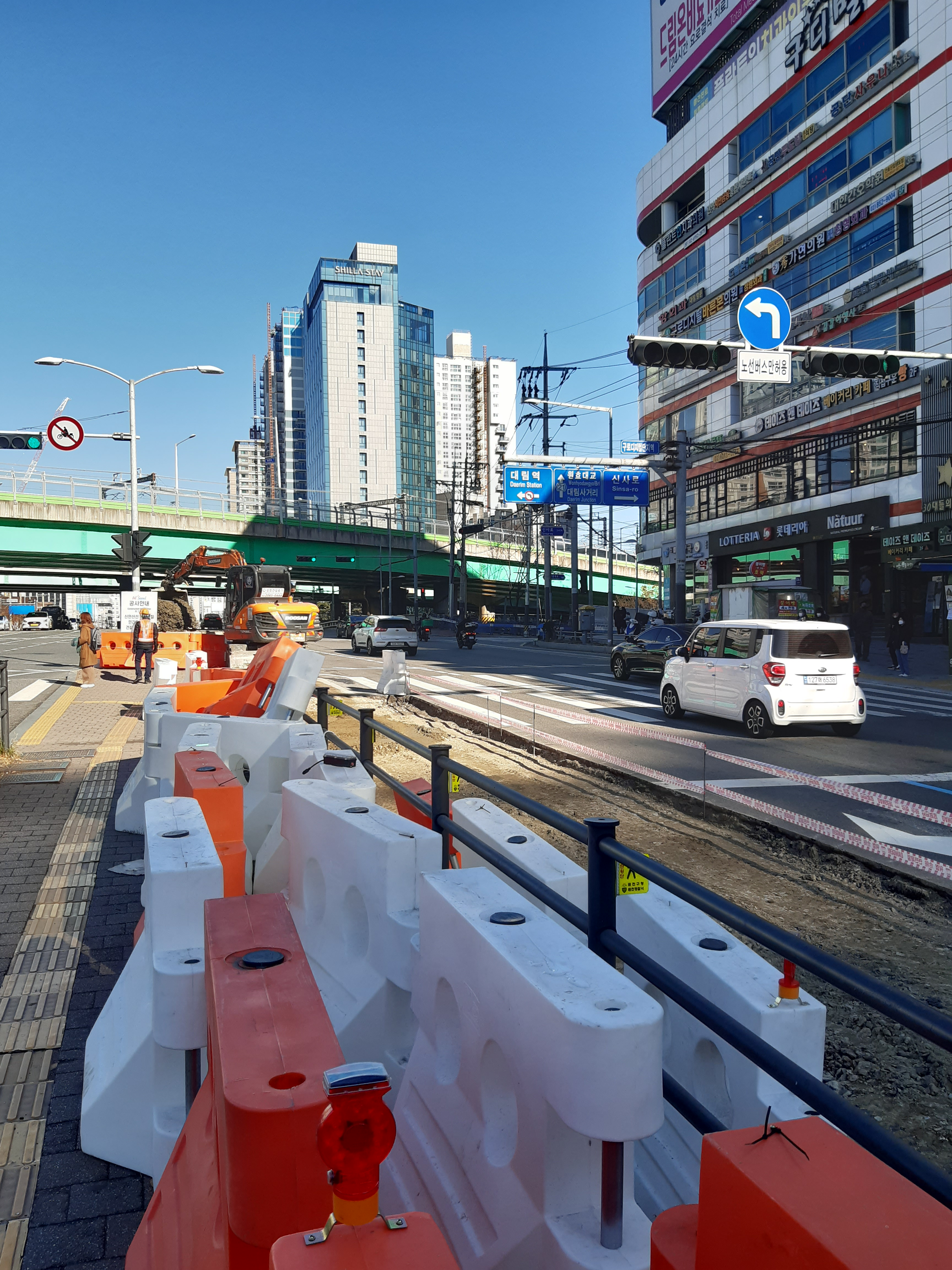
신안산선 공사중
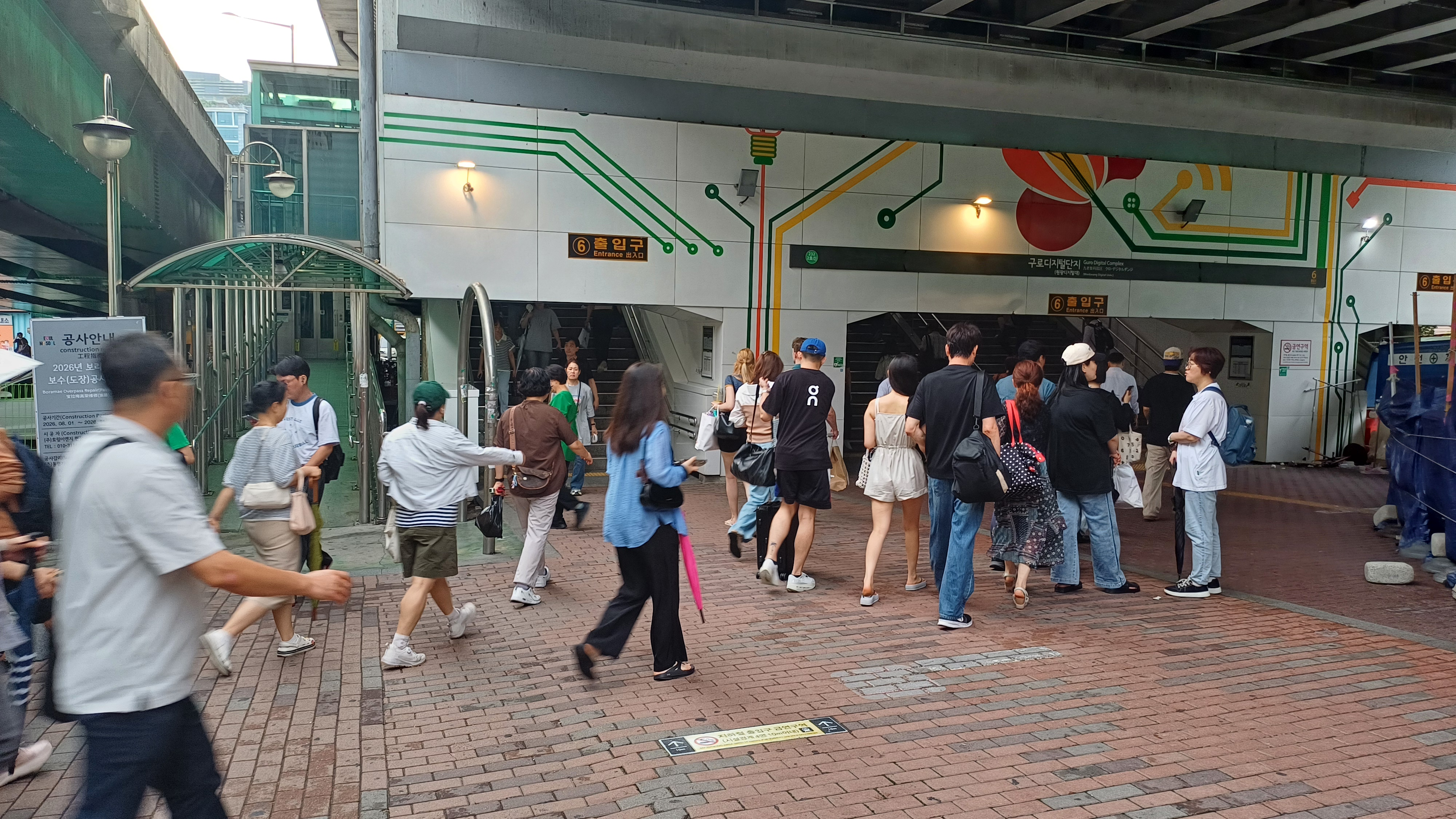
6번출구
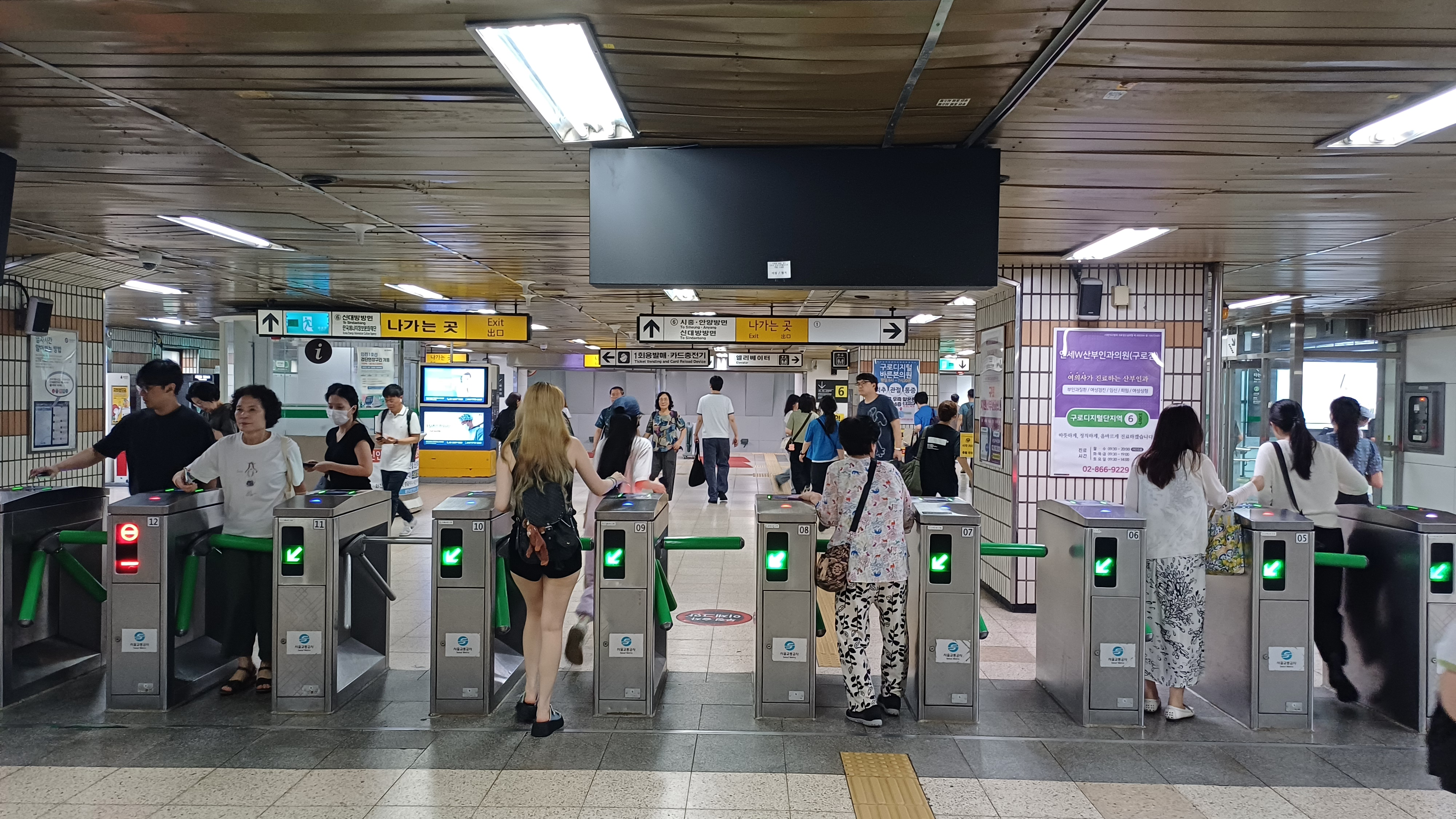
개찰구
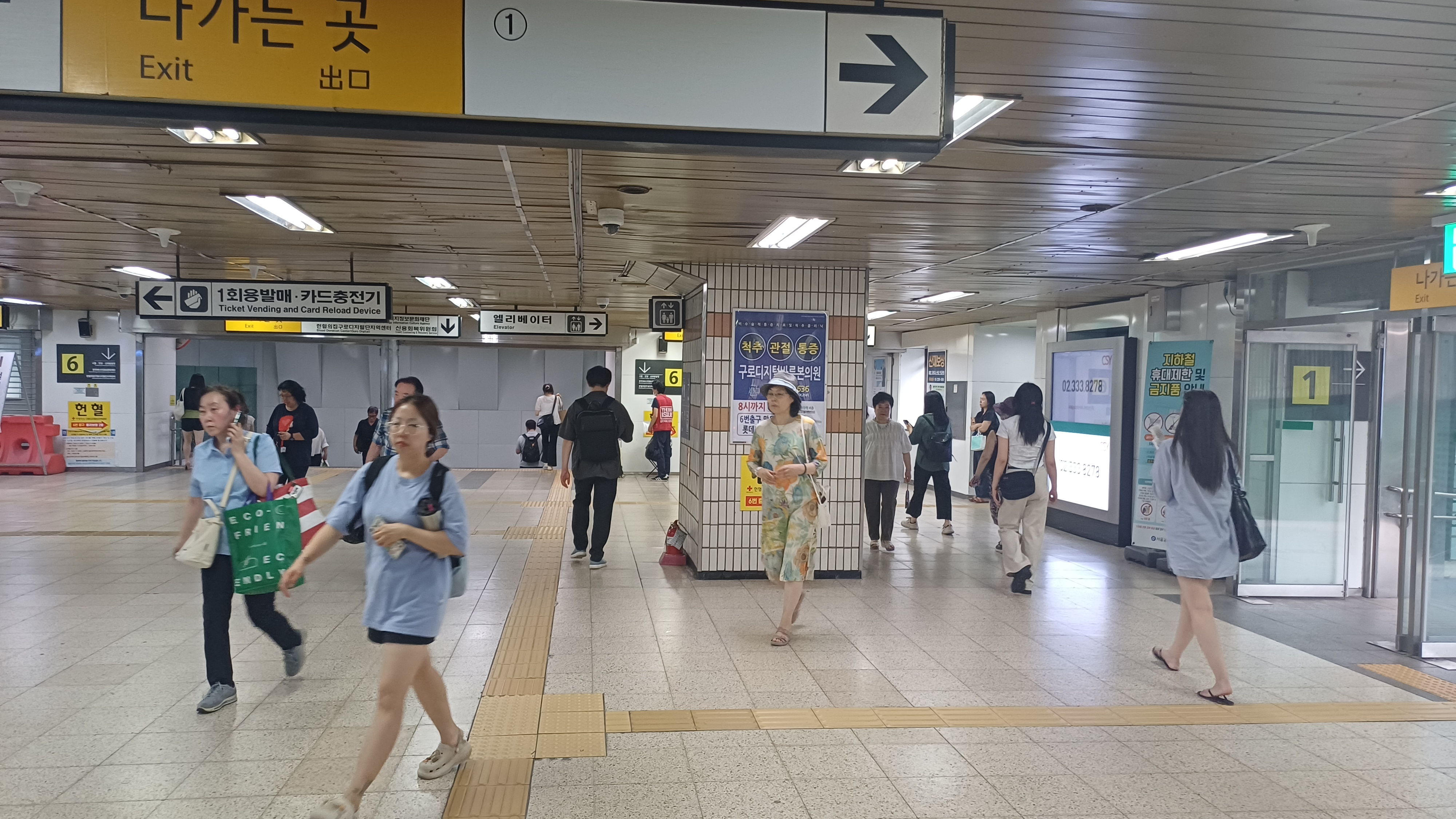
대합실
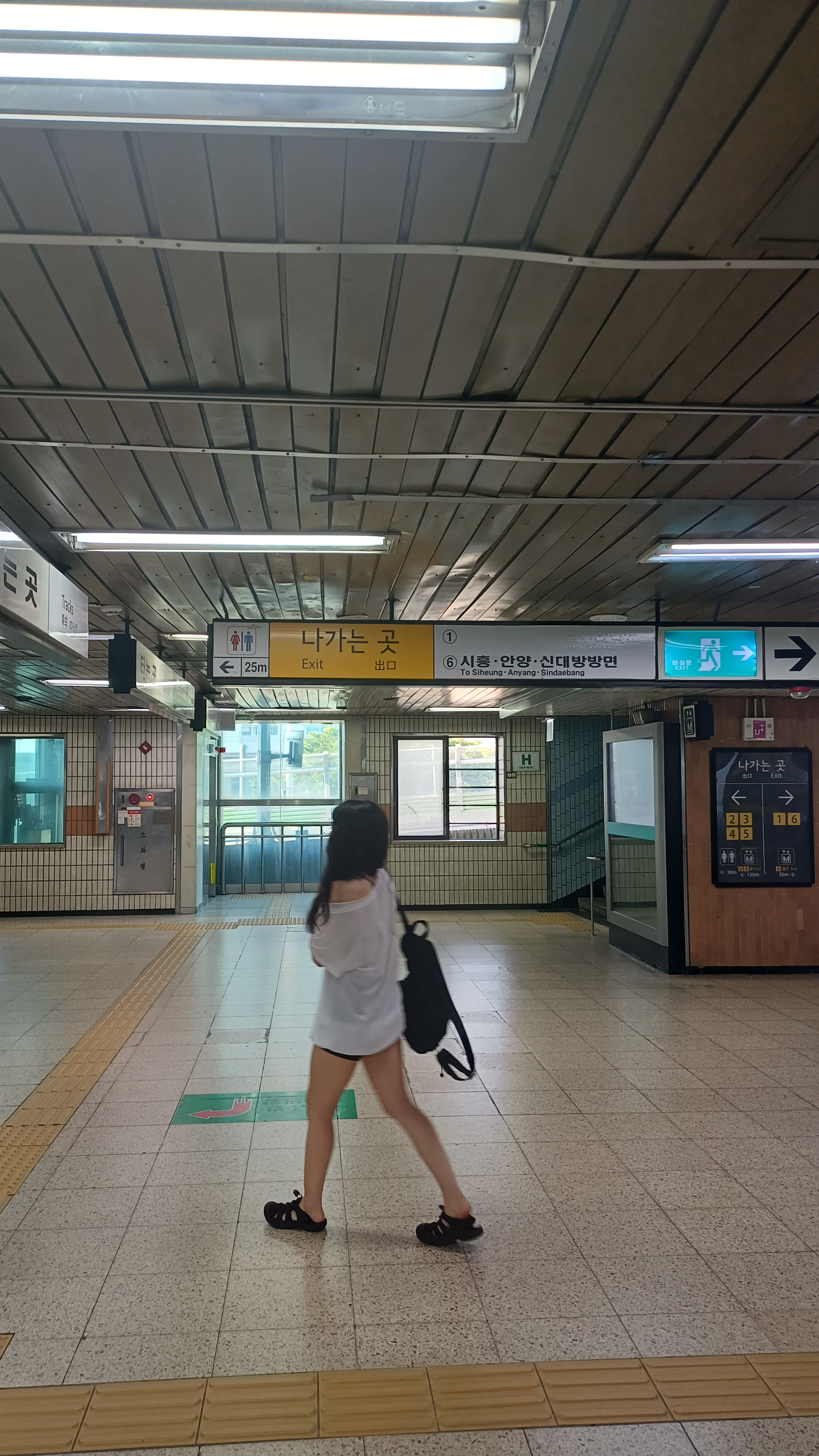
대합실(1번 출구 정보 미표기됨)

## 인접한 역
| 서울 지하철 2호선 을지로순환선 | 서울 지하철 2호선 을지로순환선 | 서울 지하철 2호선 을지로순환선 |
| ------------------------------ | ------------------------------ | ------------------------------ |
| 231 신대방 외선 순환           | ● 서울 지하철 2호선            | 233 대림 내선 순환             |

## 같이 보기
- 구로디지털단지